# Gema Pascual
Gema Pascual Torrecilla (* 12. Januar 1979 in Madrid) ist eine ehemalige spanische Radsportlerin.
1996 wurde Gema Pascual spanische Junioren-Meisterin im Einzelzeitfahren. Bis 2009 stand sie mehrfach bei nationalen Straßenmeisterschaften auf dem Podium. 2005 wurde sie Dritte der Bahn-Europameisterschaft im Omnium. Bei den UCI-Bahn-Weltmeisterschaften 2006 errang sie die Bronzemedaille im Punktefahren. 2007 wurde sie Vize-Europameisterin im Omnium und gewann eine Etappe der baskischen Rundfahrt Emakumeen Bira.
2004 startete Pascual bei den Olympischen Spielen in Athen und belegte im Punktefahren Platz sieben.
2007 posierte Gema Pascual gemeinsam mit ihrem Freund, dem Radprofi Jesús Javier Ramírez, nackt für ein Foto, um gegen die schlechten Trainingsbedingungen sowie das schlechte Image von Radsportlern in Spanien zu protestieren: „Radfahrer sind der Abschaum.“